# Потер Вали (Калифорнија)
Потер Вали (енгл. Potter Valley) насељено је место без административног статуса у америчкој савезној држави Калифорнија.

## Демографија
По попису из 2010. године број становника је 646.
| Група             | 2000.    | 2010.       |
| Белци             | 0 (0,0%) | 458 (70,9%) |
| Афроамериканци    | 0 (0,0%) | 2 (0,3%)    |
| Азијати           | 0 (0,0%) | 2 (0,3%)    |
| Хиспаноамериканци | 0 (0,0%) | 154 (23,8%) |
| Укупно            | 0        | 646         |